# The Gambler (phim 2014)
Giáo sư cờ bạc (tiếng Anh: The Gambler) là một bộ phim hình sự tội phạm năm 2014 của đạo diễn Rupert Wyatt. William Monahan đã xây dựng kịch bản phim dựa trên bộ phim cùng tên năm 1974 do James Toback viết kịch bản. Trong phần phim được làm lại này, Mark Wahlberg thủ vai chính trong bộ phim. Phim được công chiếu vào ngày 10 tháng 11 năm 2014 tại AFI Fest. Phim cũng được phát hành tại các rạp ở Hoa Kỳ vào ngày 25 tháng 12 năm 2014.

## Diễn viên
- Mark Wahlberg vai Jim Bennett
- John Goodman vai Frank
- Brie Larson vai Amy Phillips
- Michael K. Williams vai Neville Baraka
- Jessica Lange vai Roberta
- Anthony Kelley vai Lamar Allen
- Alvin Ing vai Lee
- Domenick Lombardozzi vai Ernie
- Emory Cohen vai Dexter
- Steve Park vai Two
- Leland Orser vai Larry
- George Kennedy vai Ed